# Дев'ята Дрогобицька обласна партійна конференція
Дев'ята позачергова Дрогобицька обласна партійна конференція — партійна конференція Дрогобицького обласного комітету Комуністичної партії України, що відбулася 9 січня 1959 року в місті Дрогобичі.

## Порядок денний конференції
1. Обговорення тез доповіді М. С. Хрущова на ХХІ з'їзді КПРС (доповідач Дружинін Володимир Миколайович);
2. Вибори делегаттів на ХХІ позачерговий з'їзд КПРС та на ХХ позачерговий з'їзд КПУ.

Вибори керівних органів обласного комітету не проводилися.